# Mahan Moin
Mahan Fathi Moin, född 11 mars 1982, är en svensk sångerska med iranskt ursprung, som tävlade i Melodifestivalen 2014.
År 2011 kom Mahan Moin på tredje plats i “Googoosh Music Academy”, en persisk variant av Idol. Programmet sänds från London och ses av närmare 50 miljoner personer världen över. Den största publiken finns i Iran.
Mahan har gjort ett par musikvideor och gett ut skivor på persiska.
I Melodifestivalen 2014 medverkade hon i deltävling 1, i Malmö Arena den 1 februari, och framförde låten Aleo skriven av Anderz Wrethov och Mahan Moin.
Under 2016 arbetade Moin med polska musikproducenten Gromee som låg bra till på de polska listorna.
I november 2016 var hon gästartist i låten "Spirit" av den polska DJ Gromee. Låten låg etta på AirPlays lista över de mest spelade låtarna i polska radiostationer. 1 mars 2017 blev singel certifierad guld för försäljning i Polen i mer än 10.000 exemplar. 19 april 2017 släppte hon singeln "Runaway", som också var i samarbete med DJ Gromee. Låten blev noterad på sjunde plats i rankningen på AirPlay.

## Singlar
| År   | Singel                   | Lista | Lista |
| År   | Singel                   | SE    | PL    |
| ---- | ------------------------ | ----- | ----- |
| 2014 | Aleo                     | -     | -     |
| 2016 | Spirit (with DJ Gromee)  | -     | 1     |
| 2017 | Runaway (with DJ Gromee) | -     | 7     |

## Utmärkelser
- Polen - Przebój Lata Radia Zet i Polsatu (Runaway with DJ Gromee) - Nominering